# Arvingerne
Arvingerne er en dansk tv-serie fra DR1. Serien blev sendt med start den 1. januar 2014, og den har manuskript af Maya Ilsøe og instruktion bl.a. af svenske Pernilla August.
Handlingen udspiller sig i og omkring det sydfynske landsted, der har dannet rammen for den internationalt anerkendte kunstner Veronika Grønnegaards liv og virke. Serien følger Veronikas fire voksne børn, hvis markante opvækst har præget deres liv på vidt forskellige måder. De har levet spredt for alle vinde, indtil Veronika dør, og de samles for at gøre arven efter hende op. Umiddelbart inden sin død testamenterer Veronika huset til sin bortadopterede datter Signe. Signe bor med sin kæreste i et roligt parcelhuskvarter i den lokale provinsby og har aldrig kendt sandheden om sit ophav. Det får fatale konsekvenser. Hvad der for de fire søskende skulle have været en hurtig og smertefri bodeling bliver begyndelsen på en rejse ind i hemmeligheder og løgne. Det vender op og ned på deres liv og tvinger hver af dem til at se på både hinanden og sig selv med nye øjne.
Serien er foreløbig blevet solgt til 12 lande i og udenfor Europa, heriblandt England, Benelux-landene, Frankrig, Tyskland, Mexico, mens Australien har købt DVD-rettighederne. Serien er også blevet solgt til det amerikanske produktionsselskab Universal Cable Productions, og den amerikanske version af serien skal blandt andre produceres af Doug Liman. Den 25. januar 2014 blev serien kåret som "Bedste dramaserie og vandt prisen for "Bedste manuskript" ved FIPA-festivalen i den franske by Biarritz.
Optagelserne til sæson 2 startede den 9. april 2014 og DR programsatte syv nye afsnit, som rullede hen over skærmen med premiere den 1. januar 2015.
I tredje og sidste sæson blev udsendelserne påbegyndt fra 1. januar 2017.

## Handling
Arvingerne udspiller sig i og omkring det sydfynske landsted, der har dannet rammen for den internationalt anerkendte kunstner Veronika Grønnegaards liv og virke. Serien følger Veronikas fire voksne børn, hvis markante opvækst har præget deres liv på vidt forskellige måder. De har levet spredt for alle vinde, indtil Veronika dør, men samles for at gøre arven efter hende op. De tre ældste, Gro, Frederik og Emil kender ikke Veronikas bortadopterede datter Signe. Hun bor med sin kæreste i et roligt parcelhuskvarter i den lokale provinsby og har aldrig har kendt sandheden om sit ophav. Da hendes søskende erfarer at Veronika har testamenterer gården Grønnegaard til den ukendte halvsøster, som kaldes "Sunshine", glemmer de helt at sørge over deres mors død, men starter i stedet en fejde om arven. Emil har en seksuel affære med  Frederiks kone Solveig, og da Frederik, der i forvejen er indebrændt på grund af arvesagen, opdager dette, starter et opgør mellem brødrene. Emil, de egentlig mest er til fest og ballade, får nok af stridighederne og rejser til Thailand, hvor han bliver anklaget for besiddelse af narkotika og havner i fængsel under kummerlige forhold. Dette får Gro til at samle den øvrige familie om at redde broderen ud af sit mareridt. Signe får gården, men opgiver sin kæreste og ligeledes kontakten til sine plejeforældre.
Anden sæson starter med at fokusere på familiens forsøg på at redde Emil ud af fængslet. For at finansiere dette skaber Gro en forfalskning af et af sine mors kunstværker, som ikke var fuldført, og kunstkendere anerkender det som et af Veronikas betydeligste værker. En enkelt kritikers skepsis overfor dette falder til jorden, da Thomas, som er far til Gro og lever som en hippie fra 1960'erne erklærer, at han har set Veronika skabe værket. Emil bliver løsladt og vender hjem. Frederik har ikke tilgivet utroskaben og ægteskabet med Solveig gør i opløsning, ligesom han i desperation tager kvælertag på Gro i forbindelse med en af de utallige konflikter, familien gennemgår. Thomas får et barn med en ung pige, som dog ikke kan varetage barnets omsorg, således at det ender med, at Gro adopterer barnet, der hedder Melody, efter Thomas er død. Frederik emigrerer til USA, hvorfra han fører sine forretninger, mens Solveig får problemer med det ældste barn, Hannah.
Tredje sæson starter med, at et kunstnerkollektiv, som Hannah er medlem af, opfører en happening med Gro som mentor. I forlængelse heraf tager Hannah til Grønland, hvor hun omkommer ved en ulykke. Frederik vender hjem fra USA, mere indebrændt end tidligere, og nye konflikter mellem de fire søskende og deres omgivelser opstår. Signe engagerer sig i økologisk landbrug sammen med en svensk biodynamiker, Karin, (spillet af Pernilla August), men dette skaber konflikt med en konventionel landmand, (spillet af Peter Gantzler). Frederik er først vred på kunstnerkollektivet, men vender pludselig på en tallerken og støtter dem i en happening, hvor de farver vandet i det lokale vandværk rødt i protest mod privatiseringen af dette. Emil føler, at han skal skabe trygge rammer for Melody i det kaos, Grønnegård er endt i, men Gro rejser på ferie med barnet og Robert, som hun er blevet gift med. Dette skaber nye konflikter i familien, som også konfronteres med, ar Solveig kommer i klammeri med alt og alle, fordi hun er blevet alkoholiseret efter datterens død.

## Rolleliste
De vigtigste roller er besat således: 
| Rolle                    | Skuespiller                |
| ------------------------ | -------------------------- |
| Gro Grønnegaard          | Trine Dyrholm              |
| Thomas Konrad            | Jesper Christensen         |
| Frederik Grønnegaard     | Carsten Bjørnlund          |
| Solveig Riis Grønnegaard | Lene Maria Christensen     |
| Emil Grønnegaard         | Mikkel Boe Følsgaard       |
| Signe Larsen             | Marie Bach Hansen          |
| Robert Eliassen          | Trond Espen Seim           |
| Veronika Grønnegaard     | Kirsten Olesen             |
| Andreas Baggesen         | Kenneth M. Christensen     |
| John Larsen              | Jens Jørn Spottag          |
| Lise Larsen              | Annette Katzmann           |
| Lone                     | Kirsten Lehfeldt           |
| Hannah Grønnegaard       | Karla Løkke                |
| Villads Grønnegaard      | Victor Stoltenberg Nielsen |

## Modtagelse

### Sæson 1
Den første sæsons premiere havde 1,8 millioner seere. Arvingerne havde i Danmark et seer-gennemsnit på 1.709.000, mens den i Norge havde et gennemsnit på 639.000 seere på NRK1, hvor serien blev sendt fra februar til april 2014.I Sverige fulgte 907.000 seere med, da afsnit 1 rullede over skærmen mandag den 7. april 2014.Arvingerne er desuden blevet vist på islandsk, finsk, tysk og fransk tv.
Allerede efter de første afsnit var der mange reaktioner fra seere, som kommenterede handlingen, især med ønsker om, at Signe ville få huset.

### Sæson 2
Sæsonpremieren på den anden sæson af Arvingerne blev set af over 1.58 million seere. Både Jyllands-Posten, Berlingske og Ekstra Bladet giver årets første afsnit fire ud af seks stjerner, mens BT gav episoden hele fem ud af seks stjerner. Berlingske mener ikke at anden sæson er så nødvendigt, da personernes råderum og konflikter er foldet ud, og mener at serien først og fremmest er skuespillernes serie. Men anmelderen fra Berlingske beskriver også skuespillerne som et stjernehold, og at første afsnit er »et kompetent orgie i undertekster, sigende blikke og uudtalte følelser i de evige mundhuggerier«. Anmelderen fra BT mener, at »'Arvingerne' er blevet en serie med levende, sammensatte og troværdige mennesker«.
Den anden sæsons 2. afsnit fik af Berlingske 4 stjerner ud af 6 stjerner. 
Tredje episode fik af BT 4 stjerne ud af 6.  Anmelderen mente at »selv i overreaktionen, viser 'Arvingerne' sin kvalitet«, hvor Frederik overreagerede på først lillebror Emil og derefter storesøster Gro. De svage punkter ved tredje episode var Rasmus Botofts irriterende karakter, at Emil blev løsladt med et snuptag, som der allerede var vist i traileren, hvilet modarbejde spændingen i episoden.

## Langkildegård
Store dele af serien er optaget på Langkildegård, som nævnes første gang i 1497. Gården ligger i Stenstrup i Lunde Sogn, Svendborg Kommune. Hovedbygningen er opført i 1844. Den bevaringsværdige kørelade fra 1780 fik nyt stråtag i 1991. Laden blev beskadiget af decemberorkanen 1999 og af januarstormen 2005. Den blev revet ned i sommeren 2010. I tv-serien ses resterne af ladens bindingsværk som en lav mur for enden af gårdspladsen.

## Priser
Arvingerne har opnået 10 Robertpriser i kategorien tv-serier, blandt andre årets danske tv-serie (2016) og årets mandlige hovedrolle (tv-serie) 2015 og 2016 Carsten Bjørnlund samt årets kvindelige hovedrolle (tv-serie) 2016 til Trine Dyrholm.